# Kenji Suda
Kenji Suda (須田健仁?, Suda Kenji; Otaru, 26 febbraio 1966) è un ex saltatore con gli sci giapponese.

## Biografia
In Coppa del Mondo esordì il 15 dicembre 1990 a Sapporo (45°) e ottenne il primo podio il 5 marzo 1994 a Lahti (2°).
In carriera prese parte a un'edizione dei Giochi olimpici invernali, Albertville 1992 (39° nel trampolino normale, 17° nel trampolino lungo, 4° nella gara a squadre), a due dei Campionati mondiali (5° nella gara a squadre a Falun 1993 il miglior risultato), e a una dei Mondiali di volo, Harrachov 1992 (21°).

## Palmarès

### Coppa del Mondo
- Miglior piazzamento in classifica generale: 24º nel 1996
- 4 podi (1 individuale, 3 a squadre):
  - 3 secondi posti (1 individuale, 2 a squadre)
  - 1 terzo posto (a squadre)